# Cumbres de San Bartolomé
Cumbres de San Bartolomé – gmina w Hiszpanii, w prowincji Huelva, w Andaluzji, o powierzchni 144,58 km². W 2011 roku gmina liczyła 435 mieszkańców.